# Агнеш Мутіна
Агнеш Мутіна (угор. Ágnes Mutina, 19 квітня 1988) — угорська плавчиня.
Учасниця Олімпійських Ігор 2004, 2008, 2012 років.
Чемпіонка Європи з водних видів спорту 2010 року, призерка 2008, 2012 років.
Чемпіонка Європи з плавання на короткій воді 2010 року, призерка 2007 року.